# Roanda
Roanda (en serbe cyrillique : Роанда) est un village de Serbie situé dans la municipalité de Svilajnac, district de Pomoravlje. Au recensement de 2011, il comptait 461 habitants.

## Démographie

### Évolution historique de la population
| 1948  | 1953  | 1961  | 1971  | 1981  | 1991  | 2002 | 2011 |
| ----- | ----- | ----- | ----- | ----- | ----- | ---- | ---- |
| 1 176 | 1 174 | 1 189 | 1 099 | 1 097 | 1 001 | 572  | 461  |

|  |